# 马泰·约尼奇
马泰·约尼奇（Matej Jonjić，1991年1月29日—），克罗地亚职业足球运动员，司职后卫。他曾在夏德施普、大阪櫻花和上海申花等球隊效力。國家隊方面，约尼奇曾入選克罗地亚各個年齡段的青年隊。